# Divas of Doom
Palmarès
Championnat des Divas (1 fois) – Phoenix
Les Divas of Doom est une équipe de catcheuses Face, aujourd'hui séparées, composée de Beth Phoenix et Natalya. Ces dernières travaillent actuellement à la World Wrestling Entertainment (WWE), Phoenix dans la division Raw et Natalya dans la division SmackDown. Beth Phoenix a notamment été Championne des Divas pendant leur « règne ».
Selon les Divas of Doom, les actuelles Divas de la WWE sont trop superficielles, se comportent comme des poupées Barbie et de petites princesses. Elles renient d'ailleurs les Stink Faces, utilisées par de nombreuses Divas. Elles se font aussi reconnaître en humiliant leurs adversaires sur Twitter.

## Carrière

### World Wrestling Entertainment (2011-2019)
Formation (2011-2012)
Le 1er août à Raw, Beth Phoenix remporte une bataille royale et devient aspirante #1 au Championnat des Divas. Kelly Kelly, la championne en titre, vient rejoindre Phoenix sur le ring pour la féliciter, mais Phoenix l'attaque et annonce que son règne prendra fin à SummerSlam. Phoenix devient alors heel. La même semaine, le 5 août à SmackDown, Natalya gagne son match contre AJ, et l'attaque à la fin du match, devenant heel également. Elle dit alors vouloir s'en prendre à toutes les "Divas superficielles" de la WWE. Le 12 août à SmackDown, Phoenix et Natalya font équipe sous le nom de "Divas of Doom", et gagnent leur match contre AJ et Kaitlyn. Le 14 août à SummerSlam, Beth perd son match de championnat contre Kelly Kelly. Le 30 août au SuperSmackDown, Phoenix et Natalya gagnent contre Kelly Kelly et Alicia Fox.
Le 5 septembre à Raw, Beth gagne un match contre Eve, et devient alors encore aspirante #1 au Championnat des Divas pour Night of Champions. Le 9 septembre à SmackDown, Natalya perd contre Kelly Kelly. Le 18 septembre à Night of Champions (à Buffalo, la ville natale de Beth), Beth perd contre Kelly Kelly. Le 19 septembre à Raw, Phoenix et Natalya perdent contre Kelly Kelly et Eve. La semaine suivante, la WWE annonce que Beth Phoenix affrontera une troisième fois Kelly Kelly pour le titre des Divas, à Hell in a Cell.
Le 2 octobre à Hell in a Cell, Beth gagne le titre des Divas pour la première fois de sa carrière en battant Kelly Kelly (après un coup bas de la part de Natalya, qui avait frappé Kelly avec un micro pendant que l'arbitre était de dos). Le 3 octobre à Raw, Phoenix et Natalya devaient avoir un match contre Kelly Kelly et Eve, mais le match se termina en No Contest après que Kelly ait violemment attaqué Phoenix à l'extérieur du ring. Le 14 octobre à SmackDown, Beth gagne contre Kelly Kelly. Les semaines suivantes, les Divas of Doom humilient les autres Divas de la WWE, notamment Kelly Kelly et Eve, et récemment Alicia Fox qui est devenue face. Le 31 octobre à Raw, Eve devient aspirante #1 au titre des Divas de Phoenix en remportant une bataille royale.
Le 4 novembre à SmackDown, Natalya perd contre Alicia Fox. Le 7 novembre à Raw, Phoenix et Natalya humilient Kelly Kelly qui présentait sa couverture du magazine Maxim. Le 11 novembre, Natalya commente le match entre Alicia Fox et Tamina. Le 14 novembre à Raw, Natalya perd contre Kelly Kelly dans un match qui a duré moins d'une minute. Le 18 novembre à SmackDown, Phoenix et Natalya gagnent contre AJ et Kaitlyn. Lors du SmackDown du 25 novembre, elles gagnent encore une fois contre AJ et Kaitlyn. Lors du SmackDown Holiday du 29 novembre, Natalya perd un Divas Mistletoe match que Brie Bella gagne.
Le 9 décembre à SmackDown, Phoenix et Natalya gagnent contre AJ et Kaitlyn. Il était prévu que Kaitlyn devienne heel et rejoigne l'équipe, mais la WWE a changé d'idée, ce pourquoi le match n'a pas été diffusé. Le 13 décembre, lors du neuvième Tribute to the Troops, Phoenix et Natalya font équipe avec les Bella Twins contre Kelly Kelly, Eve, Alicia Fox et Maria Menounos, match que l'équipe de Phoenix et Natalya perd. Le 16 décembre à SmackDown, Natalya perd contre Alicia Fox. Le 19 décembre à Raw, Beth Phoenix perd contre Alicia Fox. Lors du SmackDown du 30 décembre, Natalya et Tamina perdent face à Alicia Fox et Kaitlyn. Après ce match, Tamina se retourne contre Natalya et lui porte son Superfly Splash. Lors du Royal Rumble (2012), Phoenix et Natalya gagnent dans un match par équipe avec les Bella Twins contre Kelly Kelly, Eve Torres, Alicia Fox et Tamina Snuka. Le 3 février à SmackDown, Phoenix et Natalya gagnent contre Tamina et Aksana. Lors du SmackDown du 17 février, elles perdent contre Tamina Snuka et Alicia Fox. Lors de l'Elimination Chamber (2012), Beth conserve son titre face à Tamina Snuka.
L'équipe s'est séparée à la suite d'un face turn de Natalya et à une blessure de Beth Phoenix.

#### Reformation et course aux titres par équipe féminin de la WWE (2019)
Le 10 mars 2019 à Fastlane, après la conservation des titres féminins par équipe de la Boss'n'Hug Conncetion contre Nia Jax et Tamina, Beth Phoenix vient en aide aux deux premières qui se font agresser par leurs adversaires, mais est elle aussi attaquée par les deux Samoanes, jusqu'à ce que Natalya vole à sa rescousse. Le 25 mars à Raw, la Hall of Famer annonce officiellement son retour sur le ring, la reformation du duo avec la Canadienne et chercher les titres féminins par équipe de la WWE à WrestleMania 35.
Le 7 avril à WrestleMania 35, elles ne remportent pas les titres féminins par équipe de la WWE, battues par les IIconics dans un Fatal 4-Way Tag Team match, qui inclut également la Boss'n'Hug Connection, Nia Jax et Tamina.

## Palmarès
- World Wrestling Entertainment
  - WWE Divas Championship - Beth Phoenix (1 fois)